# William Stuart (1778-1814)
William Stuart (18 novembre 1778 - 25 juillet 1814) est un commandant de la marine britannique et un homme politique conservateur.

## Biographie
Stuart est le cinquième fils de John Stuart (1er marquis de Bute), fils du Premier ministre John Stuart (3e comte de Bute). Sa mère Charlotte Jane, est la fille de Herbert Windsor, 2e vicomte Windsor. Il sert dans la Royal Navy et atteint le rang de Capitaine de vaisseau. En 1802, il est élu au Parlement pour Cardiff, succédant à son frère aîné, Evelyn Stuart, poste qu'il occupe jusqu'à sa mort douze ans plus tard.
Stuart épouse Georgiana, fille de Cornwallis Maude (1er vicomte Hawarden), en 1806. Ils ont une fille, Georgiana, décédée célibataire en 1833. Sa femme est décédée en août 1807. Stuart ne s'est jamais remarié et est décédé en juillet 1814, à l'âge de 35 ans.